# Lucia Meeuwsen
Lucia Meeuwsen (1950) is een Nederlandse mezzosopraan en zangdocent. Ze is getrouwd geweest met de componist en koordirigent Huub Kerstens en heeft daarom ook opgetreden onder de naam Lucia Kerstens. Ze is vooral bekend om haar interpretatie van hedendaagse klassieke muziek.

## Loopbaan

### Opleiding
Lucia Meeuwsen begon op 17-jarige leeftijd haar zangstudie bij Annie Hermes aan het Koninklijke Conservatorium te Den Haag. Aansluitend studeerde zij in Londen bij Jessica Cash en vanaf 1987 bij Sena Jurinac.

### Repertoire en werkzaamheden
Haar repertoire omvat vijf eeuwen vocale muziek, met de nadruk op hedendaagse muziek. Ze trad op in de premières van Eréndira (Klaas de Vries, 1984) en Meraviglia (Roland Voortman, 1985). Ook zong zij tal van uitvoeringen van werk van Nederlandse componisten zoals Peter Schat, Louis Andriessen, Ton Bruynèl, Hans Kox, Boudewijn Tarenskeen en Gerard Ammerlaan.
Ze trad op in het Holland Festival in L'abandon d'Ariane en La délivrance de Thésée (beide van Darius Milhaud). Ook zong ze in De schipbreuk van Johan Wagenaar (in een bewerking van Geert van Keulen). Met mimespeler Teo Joling maakte ze de humoristische muziektheater-voorstelling Het Koncert.
Daarnaast had ze een internationale carrière met optredens op het Edinburgh Festival (Pierrot Lunaire van Arnold Schönberg), aan het Metropolitan Opera in New York (Folksongs van Luciano Berio), met de London Sinfonietta o.l.v. Oliver Knussen (A mirror on which to dwell van Elliot Carter) in Parijs met het Ensemble Intercontemporain o.l.v Pierre Boulez en in Parijs en Keulen met Ein Brief van Mauricio Kagel. Ze ging op tournee door Europa en Japan en werkte mee aan tal van (CD-) opnames.
Lucia Meeuwsen profileerde zich tevens als operazangeres en zong rollen in Mahagonny van Kurt Weill, Rusalka van Antonín Dvořák, Kátja Kabanova van Leos Janáĉek, Jevgeni Onegin van Pjotr Iljitsj Tsjaikovski en Le grand Macabre van György Ligeti.
Zij heeft 12 jaar zangles gegeven aan het Conservatorium van Amsterdam en geeft daarnaast privé-les.

### Actrice
Naast haar carrière als zangeres werkte Meeuwsen ook als actrice. Ze speelde bij het Zuidelijk Toneel (2008) in een bewerking van Carmen van Georges Bizet en acteerde in de productie Stillen van Toneelhuis Antwerpen (2009) in de regie van Lotte van den Berg. In 2010 speelde ze met  Toneelgroep Max in de jeugdvoorstelling Toneel, gemaakt en geregisseerd door Jetse Batelaan.

## Overig
Als Lucia Meeuwsen in 2014 te horen krijgt dat ze alvleesklierkanker heeft, wat zeer moeilijk te behandelen is, besluit ze haar lichaam beschikbaar te stellen aan de wetenschap. Ze ondergaat met succes de experimentele behandelingen van chirurgisch-oncoloog Marc Besselink in het Amsterdam UMC. Ondanks het lage overlevingspercentage overleeft ze de ziekte na diverse behandelingen en een operatie waarbij uiteindelijk haar alvleesklier verwijderd wordt, en kan ze weer optreden en lesgeven. Ze geldt hierdoor als een voorbeeld van hoop voor mensen met deze vorm van kanker.

## Discografie
- 1974 Syntagma Musicum ensemble o.l.v. Kees Otten - Guillaume Dufay and his time (Lucia Kerstens) (LP, Teldec – 3984-21802-2)
- 1975/2006 Peter Schat - To You/Canto General (Lucia Kerstens) (LP, Composers' Voice – DAVS 7475/1; CD complete werk NM Classics 92133)
- 1977 Louis Andriessen: De Staat / Il Principe / Il Duce / Hoketus (Lucia Kerstens) (LP Composers' Voice – CV 7702) (1978 Composers' Voice – CV 7702-c)
- 1980 Konrad Boehmer, New Music: Song from Afar (Lucia Kerstens) (BVHAAST 014)
- 1980 Ezra Pound: Le Testament Villon (Lucia Meeuwsen) (LP Philips – 9500 927)
- 1984 Hans Kox: A Child of Light (Anne Frank Cantata) (LP Composers' Voice – CVS 1987/4)
- 1988 Little Consort: Ciconia and his time (Channel Classics – CCS 0290)
- 1988 Little Consort: Machault (met Frans Brüggen) (Channel Classics - CCS 0390)
- 1991 Little Consort: Italian Chamber music (Channel Classics CCS 2791)
- 1992 Hans Kox: L'Allegria (Attacca BABEL 9262-1)
- 1992 Gerard Ammerlaan: Third Stream, First Love - Ammerlaans Septet en Lucia Meeuwsen (A-Records ARP 73100)
- 1992 Wim T. Schippers – Schippers In Plafondvaart (In En Om De Kamers Van Morgagni) (De Jongste Dag – CDJD 15 WTS)
- 1993 The Contemporary Harpsichord (Ton Bruynèl: Le Jardin) - Annelie de Man en Lucia Meeuwsen (NM Classics – 92038)
- 1993 Symphony no. 4 "Prayer", Galina Ustvolskaya - The Barton Workshop en Lucia Meeuwsen (Etcetera (3) – KTC 1170)
- 1991 Antonio Vivaldi: L'Olimpiade (o.l.v. René Clemencic) (Nuova Era 6932-6933)
- 1994 João de Sousa Carvalho: Testoride Argonauta (o.l.v. René Clemencic) (Nuova Era Internazionale – 232469)
- 1995 Morton Feldman: The Ecstasy of the Moment - The Barton Workshop en Lucia Meeuwsen (Etcetera (3) – KTC 3003)
- 1999 Het puik van zoete kelen, 100 jaar Nederlandse zangkunst (Dutch masters vol.55): Igor Strawinski: Berceuses du chat - (Philips 464 385-2)